# Узурпаторка (телесеріал, 1998)
«Узурпаторка» (ісп. La usurpadora) — мексиканська теленовела виробництва компанії Televisa. У головних ролях Габріела Спанік і Фернандо Колунга. Прем'єрний показ відбувся на каналі Las Estrellas 9 лютого — 24 липня 1998 року.

## Сюжет
Паола і Пауліна — сестри-близнюки, розлучені при народженні. Пауліна Мартінес, добра чесна дівчина, живе у місті Канкун разом зі своєю хворою матір'ю Паулою. Паола Брачо — жорстока егоїстична дружина багатого підприєця Карлоса Даніеля Брачо. Вона зраджує чоловікові, свариться з його рідними і навіть не намагається стати матір'ю для його дітей Лісетт та Карлітоса.
Приїхавши до Канкуну з черговим коханцем, Паола випадково зустрічає Пауліну, яка схожа на неї як дві краплі води, і у її голові зарождужться план. Шантажем вона примушує дівчину зайняти своє місце у набридлому їй будинку Брачо. Новоприбулу «Паолу» родина зустрічає вороже. Але поступово вона завойовує любов і повагу всіх рідних, лише сестра Карлоса Даніеля — Естефанія, не може вибачити невістці зв'язок з її чоловіком Віллі. Поступово між Пауліною і Карлосом Даніелем виникають справжні почуття. Але одного дня Паола вирішує повернутися і зайняти місце, яке належить їй по праву...

## У ролях
- Габріела Спанік — Пауліна Мартінес / Паола Монтанер де Брачо
- Фернандо Колунга — Карлос Даніель Брачо
- Лібертад Ламарке — донья П'єдад де Брачо
- Шанталь Андере — Естефанія Брачо де Монтеро
- Артуро Пеніче — ліценціат Едмундо Серрано
- Хуан Пабло Гамбоа — Гільєрмо Монтеро (Віллі)
- Домініка Палета — Джемма Дюран Брачо
- Марсело Буке — Родріго Брачо
- Джессіка Хурадо — Патрисія де Брачо
- Паті Діас — Лаліта
- Алехандро Руїс — Леандро Гомес
- Анастасія — Вівіана Каррільйо
- Антоніо Де Карло — Освальдо Ресендіс
- Магда Гусман — Фіделіна
- Нурія Бахес — Паула Мартінес
- Нінон Севілья — Качита С'єнфуегос
- Джован Д'Анджело — Донато Д'Анджелі
- Марія Луїса Алькала — Філомена Тамайо
- Тіто Гісар — дон Панчито
- Енріке Лісальде — Алессандро Фаріна
- Сільвія Дербес — Чавела Рохас
- Сільвія Каос — Зенобія Рохас
- Іран Еорі — Лурдес де Ресендіс
- Рене Муньйос — Луїс Феліпе Бенітес
- Маріо Карвальїдо — Амадор
- Адріана Фонсека — Вероніка Соріано
- Хайме Гарса — командир Меріно
- Асела Робінсон — Ельвіра
- Мігель де Леон — Дуглас Мальдонадо
- Мече Барба — Абігайль Росалес
- Рафаель Амадор — доктор Галісія
- Мігель Корсега — Брауліо
- Ребекка Манрікес — Хеновева Сарм'єнто
- Марікрус Нахера — Еміліана
- Анджеліна Пелаєс — Рікарда
- Марія Соларес — Лісетт Брачо
- Серхіо Мігель — Карлітос Брачо
- Умберто Елісондо — Сільвано Пенья
- Андреа Гарсія — Селія Алонсо
- Едуардо Луна — Маурісіо Артеага
- Сара Монтес — Елоїна
- Адріана Ньєто — Беатріс
- Джессіка Саласар — Ісабель Відаль
- Лаура Сапата — прокурор Сорайда Сапата
- Рената Флорес — Естелла
- Консуело Дюваль — Макріна Ольвера
- Глорія Морель — донья Зінаїда
- Мельба Луна — донья Франсіска де Ресендіс
- Хуліо Монтарде — доктор Пераса
- Маріо Сімарро — Лусіано Алькантара
- Ектор Альварес — Фермін
- Клаудія Кастільйо — Магнолія
- Хесус Лара — Феліпе
- Педро Сікард — Мемо
- Еміліано Лісарьяга — Педро
- Габріела Тавела — Олінда
- Ірма Торрес — Еулалія
- Фернандо Торрес Лапам — доктор Фульхенсіо Мендіве
- Едуардо Рівера — Ларрі
- Габріела Карвахаль — Адела
- Хав'єр Ерранс — доктор Варела
- Ракель Морель — Кароліна Каррільйо
- Оскар Мореллі — суддя Кастро
- Ектор Парра — ліценціат Хуан Мануель Монтесінос
- Естер Рінальді — Фабіола де Алькантара
- Фернандо Саенс — ліценціат Майо
- Клаудія Вега — Олівія

## Нагороди та номінації
TVyNovelas Awards (1999)
- Найкраща операторська робота (Хесус Нахера, Мануель Барахас).
- Номінація на найкращу акторку (Габріела Спанік).
- Номінація на найкращого актора (Фернандо Колунга).
- Номінація на найкращу роль у виконанні заслуженої акторки (Лібертад Ламарке).
- Номінація на найкращого лиходія (Хуан Пабло Гамбоа).
- Номінація на найкращу акторку другого плану (Шанталь Андере).
- Номінація на найкращого актора другого плану (Марсело Буке).

## Інші версії
- 1972 — Узурпаторка (ісп. La usurpadora), венесуельська теленовела виробництва каналу RCTV. У головних ролях Марія Баура і Рауль Амундарай.
- 1981 — Дім, який я пограбувала (ісп. El hogar que yo robe), мексиканська теленовела виробництва Televisa. У головних ролях Анхеліка Марія і Хуан Феррара.
- 1986—1987 — Зловмисниця (ісп. La intrusa), венесуельська теленовела виробництва каналу RCTV. У головних ролях Маріела Алькала, Віктор Камара та Росіта Кінтана.
- 2012 — Хто ти? (ісп. Quién eres tú?), колумбійська теленовела. У головних ролях Лаура Карміне і Хуан Гіль.
- 2019 — Узурпаторка (ісп. La usurpadora), мексиканський телесеріал виробництва Televisa. У головних ролях Сандра Ечеверрія і Андрес Паласіос. У цій версії перша леді Мексики втікає від чоловіка, залишивши замість себе сестру-близнюка[1].